# Tekstilsjtsjik Ivanovo
Tekstilsjtsjik Ivanovo (Russisch: ФК Текстильщик Иваново) is een Russische voetbalclub uit de stad Ivanovo.

## Geschiedenis
De club speelde in 1939 voor het eerst in de tweede divisie van de Sovjet-competitie. Hierna speelde de club er van 1945 tot 1962 en van 1965 tot 1974 als een vaste waarde. Hierna speelde keerden ze nog eenmaal terug in 1983. Na het uiteenvallen van de Sovjet-Unie speelde de club van 1992 tot 1993 in de Russische tweede divisie en keerden daarna voor één seizoen terug in 2007. In 2019 promoveerde de club opnieuw naar de eerste divisie.

## Naamswijzigingen
- 1937-1938 Spartak Ivanovo
- 1939-1943 Osnova Ivanovo
- 1944-1946 Dinamo Ivanovo
- 1947-1957 Krasnoje Znamja Ivanovo
- 1958-1998 Tekstilsjtsjik Ivanovo
- 1999-2000 FK Ivanovo
- 2001-2003 Tekstilsjtsjik Ivanovo
- 2004-2007 Tekstilsjtsjik-Telekom Ivanovo (fusie met Spartak-Telekom Sjoeja)
- 2008–???? Tekstilsjtsjik Ivanovo